# Экинс, Чарльз
Сэр Чарльз Экинс (англ. Charles Ekins; 1768[…] — 2 июля 1855, Кенсингтон и Челси, Большой Лондон) — английский адмирал и военный писатель

.

## Биография
Чарльз Экинс родился в 1768 году предположительно в Куэйнтоне (графство Бакингемшир), где его отец доктор Джеффри Экинс занимал пост ректора.
Он поступил в Королевский военно-морской флот Великобритании в марте 1781 года и был определён на 74-пушечный линейный корабль 3 ранга HMS Berwick под командованием Кейта Стюарта. В ходе Четвёртой англо-голландской войны Экинс участвовал в сражении при Доггер-банке 5 августа 1781 года, а затем отправился с капитаном Стюартом на HMS Cambridge, который входил в состав флота под командованием лорда Ричарда Хау и сражался за Гибралтар в 1782 году.
После непрерывной службы на Средиземном море и на морских средиземноморских базах в течение последующих восьми лет, Экинс (20 октября 1790 года) получил офицерское звание лейтенанта.
В течение следующих пяти лет Чарльз Экинс в основном служил в Вест-Индии. В начале 1795 года он вернулся домой на 98-пушечном линейном корабле HMS Boyne под флагом сэра Джона Джервиса и был на нём в ночь с 30 апреля на 1 мая, когда корабль был полностью уничтожен пожаром в Спитхеде.
18 июня 1795 года, за проявленную храбрость при тушении пожара на HMS Boyne, Экинс был повышен до командира шлюпа HMS Ferret в Северном море, откуда он был назначен на HMS Echo, который должен был находиться на мысе Доброй Надежды, но последнему помешали обстоятельства. Он вернулся в Англию на шлюпе «Хавик» — одного из голландских трофеев, захваченных при капитуляции залива Салданья.
В августе 1797 года он был назначен в Вест-Индию на 28-пушечный HMS Amphitrite и на нём вновь служил вплоть до марта 1801 года, когда после тяжелого приступа жёлтой лихорадки Экинса отправили домой с депешами.
В 1800 году Чарльз Экинс женился на Присцилле, дочери Томаса Парлби (1727–1802) из Стоун-холла (Плимут, Девон).
С 1804 по 1806 год Ч. Экинс командовал 40-пушечным HMS Beaulieu; с 1806 по 1811 год был капитеном на 74-пушечном HMS Defence, с экипажем которого принимал участие в экспедиции против Копенгагена в 1807 году, в операциях на побережье Португалии в 1808 году и в Балтийском походе 1809 года.
В сентябре 1815 года Экинс ввёл в строй 74-пушечный линейный корабль третьего ранга HMS Superb и командовал им при бомбардировке Алжира 27 августа 1816 года, в ходе которой был ранен. Позже Экинс, вместе с другими капитанами, был назначен кавалером ордена Бани, а королем Нидерландов сделал его рыцарем 3-го класса Военного ордена Вильгельма. В октябре 1818 года Экинс сошёл на берег и больше не участвовал в морских походах.
Продолжая воинскую службу на суше, 12 августа 1819 года Экинс стал контр-адмиралом, 22 июля 1830 года — вице-адмиралом и 23 ноября 1841 года — адмиралом Королевского флота.
Сэр Чарльз Экинс умер 2 июля 1855 года в лондонском боро Кенсингтон и Челси.